# تيران ويليامز
تيران ويليامز (بالإنجليزية: Teran Williams)‏ لاعب كرة قدم أنتيغوي دولي يجيد اللعب في خط الوسط . يلعب حاليا لصالح نادي ساب الأنتيغوي منذ 2007 .

## روابط خارجية
- تيران ويليامز على موقع الاتحاد الدولي (مؤرشف)  (الإنجليزية)
- تيران ويليامز على موقع قاعدة بيانات كرة القدم.إي يو (الإنجليزية)
- تيران ويليامز على موقع ناشيونال فوتبول تيمز (الإنجليزية)